# Pittosporum samoense
Pittosporum samoense är en tvåhjärtbladig växtart som beskrevs av Erling Christophersen. Pittosporum samoense ingår i släktet Pittosporum och familjen Pittosporaceae. Inga underarter finns listade.